# Меркулов, Вадим Анатольевич
Вадим Анатольевич Меркулов (род. 8 августа 1970) — российский ученый, организатор медицинской науки, специалист по проблемам молекулярной биологии, молекулярной генетики, иммунологии, вирусологии и экспертизы лекарственных средств с целью их государственной регистрации, доктор медицинских наук, профессор.

## Биография
В. А. Меркулов родился 8 августа 1970 года в Брянске. В 1994 году окончил Смоленский государственный медицинский институт по специальности «Педиатрия» (специализация — детская хирургия), а также военно-морскую кафедру при институте.
После окончания института и до 2010 года В. А. Меркулов проходил военную службу в Вирусологическом центре НИИ микробиологии МО РФ (ФГУ «48 ЦНИИ» Минобороны России (г. Сергиев Посад Московской обл.), в котором прошел путь от младшего научного сотрудника до заместителя начальника центра по научной работе. Ему было присвоено воинское звание полковника медицинской службы.
В период службы в Вирусологическом центре в 1999 году В. А. Меркулов защитил диссертацию на соискание ученой степени кандидата медицинских наук, а в 2007 году — диссертацию на соискание ученой степени доктора медицинских наук, по проблеме молекулярной диагностики опасных и особо опасных инфекционных заболеваний. В 2010 году В. А. Меркулову было присвоено ученое звание «профессор» по специальности «Молекулярная биология».
С 2010 года В. А. Меркулов работает в ФГБУ «НЦЭСМП» Минздрава России в должности первого заместителя генерального директора, а с 2015 года — в должности заместителя генерального директора по экспертизе лекарственных средств.

## Научная деятельность
В. А. Меркулов — высококвалифицированный специалист по проблемам молекулярной биологии, молекулярной генетики, иммунологии, вирусологии и экспертизы лекарственных средств с целью их государственной регистрации.
В составе мобильных диагностических групп В. А. Меркулов выполнял задачи по выявлению причин вспышек неясных инфекционных заболеваний. В 1999 году он в полевых условиях определил переносчика и идентифицировал возбудителя Конго-Крымской геморрагической лихорадки, что позволило оперативно принять меры по предотвращению распространения эпидемии опасной инфекции, за что был награждён Орденом Мужества (Орден Мужества).
С 2008 года В. А. Меркулов, занимаясь по совместительству научно-педагогической деятельностью, преподавал в Российском национальном исследовательском медицинском университете им. Н. И. Пирогова в должности профессора кафедры медицинских нанобиотехнологий, а с 2017 года и по настоящее время преподает в Первом Московском государственном медицинском университете им. И. М. Сеченова в должности профессора кафедры фармакологии Института Фармации.
В 2020 году лично принимал участие в разработке методических требований проведения доклинических и клинических исследований лекарственных препаратов для лечения коронавирусной инфекции (COVID-19) у людей.

### Научно-организационная деятельность
В. А. Меркулов является членом комиссии Экспертного совета РАН по модернизации и инновационному развитию медицинской науки в области нанобиотехнологий и членом Проблемной комиссии № 32.06 «Клиническая фармакология» научного совета по фармакологии № 32 РАН. В. А. Меркулов — главный редактор журнала «БИОпрепараты. Профилактика, диагностика, лечение», а также член редакционных коллегий и редакционных советов ряда других научных журналов.
В. А. Меркуловым лично и в соавторстве опубликовано более 300 научных работ, включая руководства, учебные пособия, а также патенты на изобретения Российской Федерации в области разработки медицинских средств защиты. Под его руководством были подготовлены и успешно защищены 19 диссертаций на соискание ученой степени кандидата наук и 1 на соискание ученой степени доктора фармацевтических наук.
Указом Президента Российской Федерации от 21 июня 2020 года № 407 за большой вклад в борьбу с коронавирусной инфекцией (COVID-19), самоотверженность и высокий профессионализм, проявленные при исполнении врачебного долга, В. А. Меркулов награждён орденом Пирогова.

### Научные интересы
В последнее время В. А. Меркулов активно занимается разработкой и продвижением экспертных подходов в отношении высокотехнологичных лекарственных препаратов — генотерапевтических, на основе соматических клеток и препаратов тканевой инженерии. ВТЛП в настоящее время являются лекарственными препаратами передовой медицины, однако из-за сложных и наукоемких методических подходов, при их разработке и производстве требуются современные методы оценки качества и эффективности для пациентов с наследственными и онкологическими заболеваниями.
Основные регуляторные и экспертные подходы в отношении ВТЛП опубликованы группой российских специалистов, под руководством В. А. Меркулова во 2-м издании «Руководства по Биомедицинской экспертизе биомедицинских клеточных продуктов». Этой же тематике посвящено большое число научно-практических статей, публикующихся в периодическом издании «БИОпрепараты. Профилактика, диагностика, лечение» (https://www.biopreparations.ru/jour).

## Награды
- 1999 — Орден Мужества
- 2005 — Медаль ордена «За заслуги перед Отечеством» II степени
- 2006 — Медаль ордена «За заслуги перед Отечеством» I степени
- 2008 — лауреат премии Министра обороны за вклад в обеспечение биологической безопасности населения Российской Федерации
- 2014 — Награждён медалью «Гиппократ»
- 2020 — за большой вклад в борьбу с коронавирусной инфекцией (COVID-19), самоотверженность и высокий профессионализм, проявленные при исполнении врачебного долга, В. А. Меркулов награждён орденом Пирогова

и другими наградами.